# Coppa Italia 2024-2025
La Coppa Italia 2024-2025, denominata Coppa Italia Frecciarossa per ragioni di sponsorizzazione, è stata la 78ª edizione della manifestazione calcistica. È iniziata il 3 agosto 2024 e si è conclusa il 14 maggio 2025.
Il torneo è stato vinto dal Bologna, al terzo successo nella competizione, a distanza di cinquantuno anni dall'ultimo trionfo, dopo aver battuto il Milan in finale con il punteggio di 1-0.

## Formula
La formula usata è la stessa attuata a partire dall'edizione 2021-2022, con 44 squadre partecipanti: 20 club di Serie A, 20 club di Serie B e 4 club di Serie C. A seconda del campionato in cui militano nella stagione attuale, tali squadre esordiscono nel torneo partendo da turni diversi.
L'intera competizione si svolge a eliminazione diretta, con partite secche in ogni turno ad eccezione delle semifinali: queste ultime si articolano su andata e ritorno, senza la regola dei gol in trasferta, come già avvenuto nelle ultime stagioni sportive per le coppe europee. Da questa edizione in caso di parità allo scadere dei tempi regolamentari è prevista direttamente la disputa dei tiri di rigore fino ai quarti di finale.
L'utilizzo del fuorigioco semi-automatico è confermato, dopo essere stato introdotto a partire dai quarti di finale dell'edizione 2022-2023.
Le squadre che hanno terminato il campionato di Serie A nelle prime otto posizioni ("teste di serie") sono ammesse direttamente agli ottavi di finale. Durante i turni eliminatori, ad usufruire del fattore campo è la squadra col numero di tabellone più basso; anche nella fase finale è applicata tale regola, in particolare nelle semifinali serve a definire la squadra che giocherà in casa la partita di ritorno. I numeri di tabellone sono assegnati mediante criterio meritocratico: il numero 1 spetta alla detentrice del trofeo, mentre i numeri successivi (dal 2 al 44) sono assegnati seguendo le classifiche dei campionati di Serie A, B e C della stagione precedente.
La finale si svolgerà allo Stadio Olimpico di Roma.

### Struttura del torneo
|                               | Squadre che entrano in questo turno | Squadre qualificate dal turno precedente |
| ----------------------------- | --- | ---------------------------------------- |
| Turno preliminare (8 squadre) | - 4 squadre di Serie B (le 3 squadre vincitrici dei tre gironi del campionato di Serie C precedente, cui sono attribuiti i numeri di tabellone dal 37 al 39, e la squadra vincitrice dei play-off del campionato di Serie C precedente, cui è attribuito il numero 40) - 4 squadre di Serie C (le tre squadre seconde classificate nei gironi del campionato di Serie C precedente, cui sono attribuiti i numeri di tabellone dal 41 al 43, e la squadra vincitrice della Coppa Italia Serie C, cui è attribuito il numero 44)                                                                                                   |                                          |
| Trentaduesimi (32 squadre)    | - 12 squadre di Serie A (le squadre posizionate dal 9º al 17º posto nel campionato di Serie A precedente e le tre squadre promosse in Serie A nella stagione precedente, cui sono attribuiti i numeri di tabellone dal 9 al 20) - 4 squadre di Serie B (le 3 squadre retrocesse dal campionato di Serie A precedente e la squadra perdente della finale play-off del campionato di Serie B precedente, cui sono attribuiti i numeri di tabellone dal 21 al 24) - 12 squadre di Serie B (le squadre posizionate dal 3º al 17º posto nel campionato di Serie B precedente, cui sono attribuiti i numeri di tabellone dal 25 al 36) | - 4 vincenti del turno preliminare       |
| Sedicesimi (16 squadre)       | | - 16 vincenti dei trentaduesimi          |
| Fase finale (16 squadre)      | - 8 squadre di Serie A ("teste di serie" del torneo, cui sono attribuiti i numeri di tabellone dall'1 all'8) | - 8 vincenti dei sedicesimi              |

## Calendario
Il calendario è stato ufficializzato dalla Lega Serie A il 3 luglio 2024.
| Fase              | Turno             | Andata                       | Ritorno                      |
| ----------------- | ----------------- | ---------------------------- | ---------------------------- |
| Turni eliminatori | Turno preliminare | 3-4 agosto 2024              | 3-4 agosto 2024              |
| Turni eliminatori | Trentaduesimi     | 9-10-11-12 agosto 2024       | 9-10-11-12 agosto 2024       |
| Turni eliminatori | Sedicesimi        | 24-25-26 settembre 2024      | 24-25-26 settembre 2024      |
| Fase finale       | Ottavi di finale  | 3-4-5-17-18-19 dicembre 2024 | 3-4-5-17-18-19 dicembre 2024 |
| Fase finale       | Quarti di finale  | 4-5-25-26 febbraio 2025      | 4-5-25-26 febbraio 2025      |
| Fase finale       | Semifinali        | 1º-2 aprile 2025             | 23-24 aprile 2025            |
| Fase finale       | Finale            | 14 maggio 2025               | 14 maggio 2025               |

## Squadre
| Squadre    | Rank    |
| Serie A    | Serie A |
| ---------- | ------- |
| Juventus   | 1       |
| Inter      | 2       |
| Milan      | 3       |
| Atalanta   | 4       |
| Bologna    | 5       |
| Roma       | 6       |
| Lazio      | 7       |
| Fiorentina | 8       |

| Squadre     | Rank    |
| Serie A     | Serie A |
| ----------- | ------- |
| Torino      | 9       |
| Napoli      | 10      |
| Genoa       | 11      |
| Monza       | 12      |
| Verona      | 13      |
| Lecce       | 14      |
| Udinese     | 15      |
| Cagliari    | 16      |
| Empoli      | 17      |
| Parma       | 18      |
| Como        | 19      |
| Venezia     | 20      |
| Serie B     |         |
| Frosinone   | 21      |
| Sassuolo    | 22      |
| Salernitana | 23      |
| Cremonese   | 24      |

| Squadre    | Rank    |
| Serie B    | Serie B |
| ---------- | ------- |
| Catanzaro  | 25      |
| Palermo    | 26      |
| Sampdoria  | 27      |
| Brescia    | 28      |
| Cosenza    | 29      |
| Modena     | 30      |
| Reggiana   | 31      |
| Südtirol   | 32      |
| Pisa       | 33      |
| Cittadella | 34      |
| Spezia     | 35      |
| Bari       | 36      |

| Squadre     | Rank    |
| Serie B     | Serie B |
| ----------- | ------- |
| Cesena      | 37      |
| Mantova     | 38      |
| Juve Stabia | 39      |
| Carrarese   | 40      |
| Serie C     |         |
| Padova      | 41      |
| Torres      | 42      |
| Avellino    | 43      |
| Catania     | 44      |

## Partite

### Turni eliminatori

#### Turno preliminare
| Squadra 1 | Risultato | Squadra 2   |
| --------- | --------- | ----------- |
| Carrarese | 2 - 1     | Catania     |
| Cesena    | 3 - 1     | Padova      |
| Torres    | 1 - 2     | Mantova     |
| Avellino  | 3 - 1     | Juve Stabia |

#### Trentaduesimi
| Squadra 1   | Risultato       | Squadra 2  |
| ----------- | --------------- | ---------- |
| Cagliari    | 3 - 1           | Carrarese  |
| Cremonese   | 1 - 1 (5-4 dtr) | Bari       |
| Torino      | 2 - 0           | Cosenza    |
| Empoli      | 4 - 1           | Catanzaro  |
| Monza       | 0 - 0 (9-8 dtr) | Südtirol   |
| Brescia     | 3 - 1           | Venezia    |
| Frosinone   | 0 - 3           | Pisa       |
| Verona      | 1 - 2           | Cesena     |
| Lecce       | 2 - 1           | Mantova    |
| Sassuolo    | 2 - 1           | Cittadella |
| Genoa       | 1 - 0           | Reggiana   |
| Sampdoria   | 1 - 1 (4-3 dtr) | Como       |
| Napoli      | 0 - 0 (4-3 dtr) | Modena     |
| Parma       | 0 - 1           | Palermo    |
| Salernitana | 3 - 3 (5-4 dtr) | Spezia     |
| Udinese     | 4 - 0           | Avellino   |

#### Sedicesimi
| Squadra 1 | Risultato       | Squadra 2   |
| --------- | --------------- | ----------- |
| Cagliari  | 1 - 0           | Cremonese   |
| Torino    | 1 - 2           | Empoli      |
| Monza     | 3 - 1           | Brescia     |
| Pisa      | 0 - 1           | Cesena      |
| Lecce     | 0 - 2           | Sassuolo    |
| Genoa     | 1 - 1 (5-6 dtr) | Sampdoria   |
| Napoli    | 5 - 0           | Palermo     |
| Udinese   | 3 - 1           | Salernitana |

### Fase finale

#### Ottavi di finale
| Squadra 1  | Risultato       | Squadra 2 |
| ---------- | --------------- | --------- |
| Juventus   | 4 - 0           | Cagliari  |
| Fiorentina | 2 - 2 (3-4 dtr) | Empoli    |
| Bologna    | 4 - 0           | Monza     |
| Atalanta   | 6 - 1           | Cesena    |
| Milan      | 6 - 1           | Sassuolo  |
| Roma       | 4 - 1           | Sampdoria |
| Lazio      | 3 - 1           | Napoli    |
| Inter      | 2 - 0           | Udinese   |

#### Quarti di finale
| Squadra 1 | Risultato       | Squadra 2 |
| --------- | --------------- | --------- |
| Juventus  | 1 - 1 (2-4 dtr) | Empoli    |
| Atalanta  | 0 - 1           | Bologna   |
| Milan     | 3 - 1           | Roma      |
| Inter     | 2 - 0           | Lazio     |

#### Semifinali
| Squadra 1 | Totale | Squadra 2 | Andata | Ritorno |
| --------- | ------ | --------- | ------ | ------- |
| Empoli    | 1 - 5  | Bologna   | 0 - 3  | 1 - 2   |
| Milan     | 4 - 1  | Inter     | 1 - 1  | 3 - 0   |

### Finale
| Arbitro: | Mariani (Aprilia) |

|  |           |           |
|  | Marcatori | 53’ Ndoye |

| Milan | Bologna |

| P                | 16 | Mike Maignan        |       |     |
| D                | 23 | Fikayo Tomori       | 38’   | 62’ |
| D                | 46 | Matteo Gabbia       |       |     |
| D                | 31 | Strahinja Pavlović  |       |     |
| C                | 20 | Álex Jiménez        |       | 62’ |
| C                | 29 | Youssouf Fofana     |       | 88’ |
| C                | 14 | Tijjani Reijnders   |       |     |
| C                | 19 | Theo Hernández      |       |     |
| C                | 11 | Christian Pulisic   | 45+2’ | 87’ |
| C                | 10 | Rafael Leão         |       |     |
| A                | 9  | Luka Jović          |       | 62’ |
| A disposizione:  |    |                     |       |     |
| P                | 57 | Marco Sportiello    |       |     |
| P                | 96 | Lorenzo Torriani    |       |     |
| D                | 22 | Emerson Royal       |       |     |
| D                | 24 | Alessandro Florenzi |       |     |
| D                | 28 | Malick Thiaw        |       |     |
| D                | 32 | Kyle Walker         |       | 62’ |
| D                | 33 | Davide Bartesaghi   |       |     |
| C                | 8  | Ruben Loftus-Cheek  |       |     |
| C                | 42 | Filippo Terracciano |       |     |
| C                | 80 | Yunus Musah         |       |     |
| A                | 7  | Santiago Giménez    |       | 62’ |
| A                | 21 | Samuel Chukwueze    |       | 88’ |
| A                | 73 | Francesco Camarda   |       |     |
| A                | 79 | João Félix          |       | 62’ |
| A                | 90 | Tammy Abraham       |       | 87’ |
| Allenatore:      |    |                     |       |     |
| Sérgio Conceição |    |                     |       |     |

| P                 | 1  | Łukasz Skorupski        |     |     |
| D                 | 2  | Emil Holm               |     | 76’ |
| D                 | 31 | Sam Beukema             |     |     |
| D                 | 26 | Jhon Lucumí             | 74’ |     |
| D                 | 33 | Juan Miranda            |     |     |
| C                 | 8  | Remo Freuler            |     |     |
| C                 | 19 | Lewis Ferguson          | 43’ |     |
| C                 | 80 | Giovanni Fabbian        | 57’ | 69’ |
| A                 | 7  | Riccardo Orsolini       |     | 69’ |
| A                 | 9  | Santiago Castro         |     | 80’ |
| A                 | 11 | Dan Ndoye               |     | 80’ |
| A disposizione:   |    |                         |     |     |
| P                 | 23 | Nicola Bagnolini        |     |     |
| P                 | 34 | Federico Ravaglia       |     |     |
| D                 | 5  | Martin Erlić            |     |     |
| D                 | 14 | Davide Calabria         |     | 76’ |
| D                 | 15 | Nicolò Casale           |     | 69’ |
| D                 | 22 | Charalampos Lykogiannīs |     |     |
| D                 | 29 | Lorenzo De Silvestri    |     |     |
| C                 | 6  | Nikola Moro             |     |     |
| C                 | 17 | Oussama El Azzouzi      |     |     |
| C                 | 18 | Tommaso Pobega          |     | 69’ |
| C                 | 20 | Michel Aebischer        |     |     |
| A                 | 21 | Jens Odgaard            |     | 80’ |
| A                 | 24 | Thijs Dallinga          |     | 80’ |
| A                 | 28 | Nicolò Cambiaghi        |     |     |
| A                 | 30 | Benjamín Domínguez      |     |     |
| Allenatore:       |    |                         |     |     |
| Vincenzo Italiano |    |                         |     |     |

| Assistenti arbitrali: Giorgio Peretti (Verona) Valerio Colarossi (Roma 2) Quarto ufficiale: Gianluca Manganiello (Pinerolo) VAR: Francesco Meraviglia (Pistoia) Assistente al VAR: Paolo Silvio Mazzoleni (Bergamo) Assistente di riserva: Marco Bresmes (Bergamo) | Regole dell'incontro: - due tempi regolamentari da 45 minuti ciascuno; - due tempi supplementari da 15 minuti ciascuno in caso di parità; - tiri di rigore in caso di ulteriore parità; inizialmente cinque per squadra, e a oltranza fino a spareggio in caso di ulteriore parità; - numero massimo di 23 giocatori per squadra a referto (11 in campo e 12 come potenziali sostituti); - cinque sostituzioni permesse nei tempi regolamentari; una sesta permessa nei tempi supplementari. |

## Tabellone (fase finale)
|  | Ottavi di finale | Ottavi di finale |       |          | Quarti di finale | Quarti di finale |  |        | Semifinali | Semifinali | Semifinali | Semifinali |  |       | Finale | Finale |
|  |                  |                  |       |          |                  |                  |  |        |            |            |            |            |  |       |        |        |
|  | Milan            | 6                |       |          |                  |                  |  |        |            |            |            |            |  |       |        |        |
|  | Sassuolo         | 1                |       |          |                  |                  |  |        |            |            |            |            |  |       |        |        |
|  | Sassuolo         | 1                |       | Milan    | 3                |                  |  |        |            |            |            |            |  |       |        |        |
|  |                  |                  |       | Milan    | 3                |                  |  |        |            |            |            |            |  |       |        |        |
|  |                  | Roma             | 1     |          |                  |                  |  |        |            |            |            |            |  |       |        |        |
|  | Roma             | Roma             | 1     | 4        |                  |                  |  |        |            |            |            |            |  |       |        |        |
|  | Roma             |                  |       | 4        |                  |                  |  |        |            |            |            |            |  |       |        |        |
|  | Sampdoria        | 1                |       |          |                  |                  |  |        |            |            |            |            |  |       |        |        |
|  | Sampdoria        | 1                |       |          |                  |                  |  | Milan  | 1          | 3          | 4          |            |  |       |        |        |
|  |                  |                  |       |          |                  |                  |  | Milan  | 1          | 3          | 4          |            |  |       |        |        |
|  |                  | Inter            | 1     | 0        | 1                |                  |  |        |            |            |            |            |  |       |        |        |
|  | Inter            | Inter            | 1     | 0        | 1                | 2                |  |        |            |            |            |            |  |       |        |        |
|  | Inter            |                  |       |          |                  | 2                |  |        |            |            |            |            |  |       |        |        |
|  | Udinese          | 0                |       |          |                  |                  |  |        |            |            |            |            |  |       |        |        |
|  | Udinese          | 0                |       | Inter    | 2                |                  |  |        |            |            |            |            |  |       |        |        |
|  |                  |                  |       | Inter    | 2                |                  |  |        |            |            |            |            |  |       |        |        |
|  |                  | Lazio            | 0     |          |                  |                  |  |        |            |            |            |            |  |       |        |        |
|  | Lazio            | Lazio            | 0     | 3        |                  |                  |  |        |            |            |            |            |  |       |        |        |
|  | Lazio            |                  |       | 3        |                  |                  |  |        |            |            |            |            |  |       |        |        |
|  | Napoli           | 1                |       |          |                  |                  |  |        |            |            |            |            |  |       |        |        |
|  | Napoli           | 1                |       |          |                  |                  |  |        |            |            |            |            |  | Milan | 0      |        |
|  |                  |                  |       |          |                  |                  |  |        |            |            |            |            |  | Milan | 0      |        |
|  |                  | Bologna          | 1     |          |                  |                  |  |        |            |            |            |            |  |       |        |        |
|  | Juventus         | Bologna          | 1     | 4        |                  |                  |  |        |            |            |            |            |  |       |        |        |
|  | Juventus         |                  |       | 4        |                  |                  |  |        |            |            |            |            |  |       |        |        |
|  | Cagliari         | 0                |       |          |                  |                  |  |        |            |            |            |            |  |       |        |        |
|  | Cagliari         | 0                |       | Juventus | 1 (2)            |                  |  |        |            |            |            |            |  |       |        |        |
|  |                  |                  |       | Juventus | 1 (2)            |                  |  |        |            |            |            |            |  |       |        |        |
|  |                  | Empoli (dtr)     | 1 (4) |          |                  |                  |  |        |            |            |            |            |  |       |        |        |
|  | Fiorentina       | Empoli (dtr)     | 1 (4) | 2 (3)    |                  |                  |  |        |            |            |            |            |  |       |        |        |
|  | Fiorentina       |                  |       | 2 (3)    |                  |                  |  |        |            |            |            |            |  |       |        |        |
|  | Empoli (dtr)     | 2 (4)            |       |          |                  |                  |  |        |            |            |            |            |  |       |        |        |
|  | Empoli (dtr)     | 2 (4)            |       |          |                  |                  |  | Empoli | 0          | 1          | 1          |            |  |       |        |        |
|  |                  |                  |       |          |                  |                  |  | Empoli | 0          | 1          | 1          |            |  |       |        |        |
|  |                  | Bologna          | 3     | 2        | 5                |                  |  |        |            |            |            |            |  |       |        |        |
|  | Atalanta         | Bologna          | 3     | 2        | 5                | 6                |  |        |            |            |            |            |  |       |        |        |
|  | Atalanta         |                  |       |          |                  | 6                |  |        |            |            |            |            |  |       |        |        |
|  | Cesena           | 1                |       |          |                  |                  |  |        |            |            |            |            |  |       |        |        |
|  | Cesena           | 1                |       | Atalanta | 0                |                  |  |        |            |            |            |            |  |       |        |        |
|  |                  |                  |       | Atalanta | 0                |                  |  |        |            |            |            |            |  |       |        |        |
|  |                  | Bologna          | 1     |          |                  |                  |  |        |            |            |            |            |  |       |        |        |
|  | Bologna          | Bologna          | 1     | 4        |                  |                  |  |        |            |            |            |            |  |       |        |        |
|  | Bologna          |                  |       | 4        |                  |                  |  |        |            |            |            |            |  |       |        |        |
|  | Monza            | 0                |       |          |                  |                  |  |        |            |            |            |            |  |       |        |        |

## Classifica marcatori
| Gol | Rigori |  | Giocatore            | Squadra     |
| --- | ------ |  | -------------------- | ----------- |
| 4   |        |  | Tammy Abraham        | Milan       |
| 3   |        |  | Thijs Dallinga       | Bologna     |
| 3   |        |  | Artem Dovbyk         | Roma        |
| 3   |        |  | Tijjani Noslin       | Lazio       |
| 2   |        |  | Marko Arnautović     | Inter       |
| 2   |        |  | Santiago Castro      | Bologna     |
| 2   |        |  | Samuel Chukwueze     | Milan       |
| 2   |        |  | Charles De Ketelaere | Atalanta    |
| 2   |        |  | Emmanuel Ekong       | Empoli      |
| 2   |        |  | Sebastiano Esposito  | Empoli      |
| 2   |        |  | Jacopo Fazzini       | Empoli      |
| 2   |        |  | Luka Jović           | Milan       |
| 2   |        |  | Augustus Kargbo      | Cesena      |
| 2   |        |  | Samuele Mulattieri   | Sassuolo    |
| 2   |        |  | Cyril Ngonge         | Napoli      |
| 2   |        |  | Giacomo Olzer        | Brescia     |
| 2   |        |  | Riccardo Orsolini    | Bologna     |
| 2   |        |  | Roberto Piccoli      | Cagliari    |
| 2   |        |  | Tijjani Reijnders    | Milan       |
| 2   |        |  | Cristian Shpendi     | Cesena      |
| 2   |        |  | Lazar Samardžić      | Atalanta    |
| 2   |        |  | Edoardo Soleri       | Spezia      |
| 2   |        |  | Alessio Tribuzzi     | Avellino    |
| 2   | 1      |  | Hakan Çalhanoğlu     | Inter       |
| 2   | 1      |  | Boulaye Dia          | Salernitana |
| 2   | 1      |  | Lorenzo Lucca        | Udinese     |